# حصان الفلوف
حصان الفلوف (بالفرنسية: Cheval du Fleuve) ويسمى باللغة الولوفية «نارو كور»، هو سلالة أحصنة أفريقية نشأت بدولة السنغال، وتنتمي لمجموعة حصان غرب أفريقيا البربري. ومن المعروف أنها أحصنة نشطة وحيوية، ومتكيفة جيدًا مع المناخ السنغالي.
وفقًا لنظام المعلومات حول تنوع الحيوانات المحلية، يبلغ متوسط طول هذه الأحصنة 1.40 مترًا، وبمتوسط وزن يبلغ 325 كجم. فهو يعبر قريب جدًا من حصان الفوتانكي، لكنه أنحف منه بعض الشيء. فراسه رقيق جدًا، والصدر ضيق بعض الشيء. أما الردف له شكل مبتلع، والأطراف طويلة ورفيعة. ويأتي عادة في اللون الرمادي بكل درجاته. ويتم استخدام هذه الخيول بشكل عشوائي كأحصنة ركوب أو جر.